# Михалкино (Якутия)
Миха́лкино — деревня в Нижнеколымском улусе Республики Якутии Российской Федерации. Входит в Походский наслег.

## География
Деревня расположена на северо-востоке района, в юго-западной части острова под названием ГУСМП, в дельте Колымы, напротив острова Михайловский.

Деревня расположена примерно на полпути между селом Амбарчик и появившейся в 1940-х годах деревни Край Леса которая, как и Михалкино, служила местами перевалки товаров, переправлявшихся по реке.
До деревни 80 километров от центра улуса Черского и 44 километра от центра наслега Походска.
На юго-западе располагается станция «Янтарь» (село Лабуя), расстояние до которой 369 км, на востоке находится станция «Гранат» (посёлок Северный), до которой 408 км.

## Население
| 2001 | 2002 | 2010 | 2021 |
| ---- | ---- | ---- | ---- |
| 2    | ↘0   | →0   | →0   |

## Инфраструктура
Примерно напротив деревни находится бывшая авиабаза Колымы — Дресба (Михалкино). В 7 км к северо-западу от Михалкино находилась тропосферная радиорелейная станция 16/103 «Хрусталь», которая обслуживалась воинской частью 46140.